# ونسا مارکز
ونسا مارکز (انگلیسی: Vanessa Marquez؛ ‏ ۲۱ دسامبر ۱۹۶۸ – ۳۰ اوت ۲۰۱۸) بازیگر اهل ایالات متحده آمریکا بود. وی بین سال‌های ۱۹۸۸ تا ۲۰۱۷ میلادی فعالیت می‌کرد.
از فیلم‌ها یا مجموعه‌های تلویزیونی که وی در آن‌ها نقش داشته است، می‌توان به بخش فوریت‌های پزشکی و بایست و تحویل بده اشاره نمود.

## مرگ
مارکز در تاریخ ۳۰ اوت ۲۰۱۸ در منزلش در ساوت پاسادنا درگذشت؛ جایی که بررسی وضعیت سلامتی او توسط مقامات محلی به یک رویارویی مسلحانه میان او و اداره پلیس ساوت پاسادنا انجامید. خانه‌اش در وضعیتی آشفته بود و او مدعی شد که دچار تشنج شده است، به همین دلیل امدادگران پزشکی و یک کارشناس سلامت روان برای ارزیابی او فراخوانده شدند. مارکز پس از آن‌که چیزی شبیه به اسلحه را به سمت افسران نشانه رفت و به سوی آنان حرکت کرد ـ در حالی که افسران پس از مشاهده «اسلحه» به پایین پله‌ها عقب‌نشینی کرده بودند ـ چندین بار هدف گلوله قرار گرفت. او به بیمارستانی در نزدیکی محل منتقل شد و در ساعت ۲:۳۶ بعدازظهر به وقت محلی، مرگ او اعلام شد. بعداً مشخص شد که «اسلحه» یک نمونه تقلبی (ماکت اسلحه) بوده است. دفتر دادستان منطقه‌ای شهرستان لس‌آنجلس اعلام کرد که افسران پلیس در این تیراندازی در دفاع مشروع از خود عمل کرده‌اند.
در فوریه ۲۰۱۹، وکلای مادر مارکز شکایتی به دلیل مرگ غیرقانونی علیه شهر ساوت پاسادنا تنظیم کردند. این شکایت شامل اتهاماتی از جمله ضرب و جرح، سهل‌انگاری، ورود غیرقانونی به منزل، بازداشت و زندان غیرقانونی، مرگ غیرقانونی، آموزش ناکافی، توطئه، توقیف اموال، ناتوانی در ارائه خدمات فوری پزشکی و نقض قانون حقوق مدنی بین می‌شود. در مارس ۲۰۲۰، اداره پلیس ساوت پاسادنا ویدئوی دوربین‌های بدنی افسران پلیس از این حادثه را منتشر کرد که در آن مارکز از افسران درخواست می‌کند او را بکشند و اسلحه تقلبی را به سوی آن‌ها نشانه می‌رود. دفتر دادستان شهرستان لس‌آنجلس نیز گزارش خود را در ۲۵ فوریه همان سال منتشر کرد. در ۲۳ فوریه ۲۰۲۱، شهر ساوت پاسادنا برای خاتمه دادن به دعوای حقوقی مربوط به مرگ مارکز با مادر او به مبلغ ۴۵۰٬۰۰۰ دلار به توافق رسید.